# Ganswürger

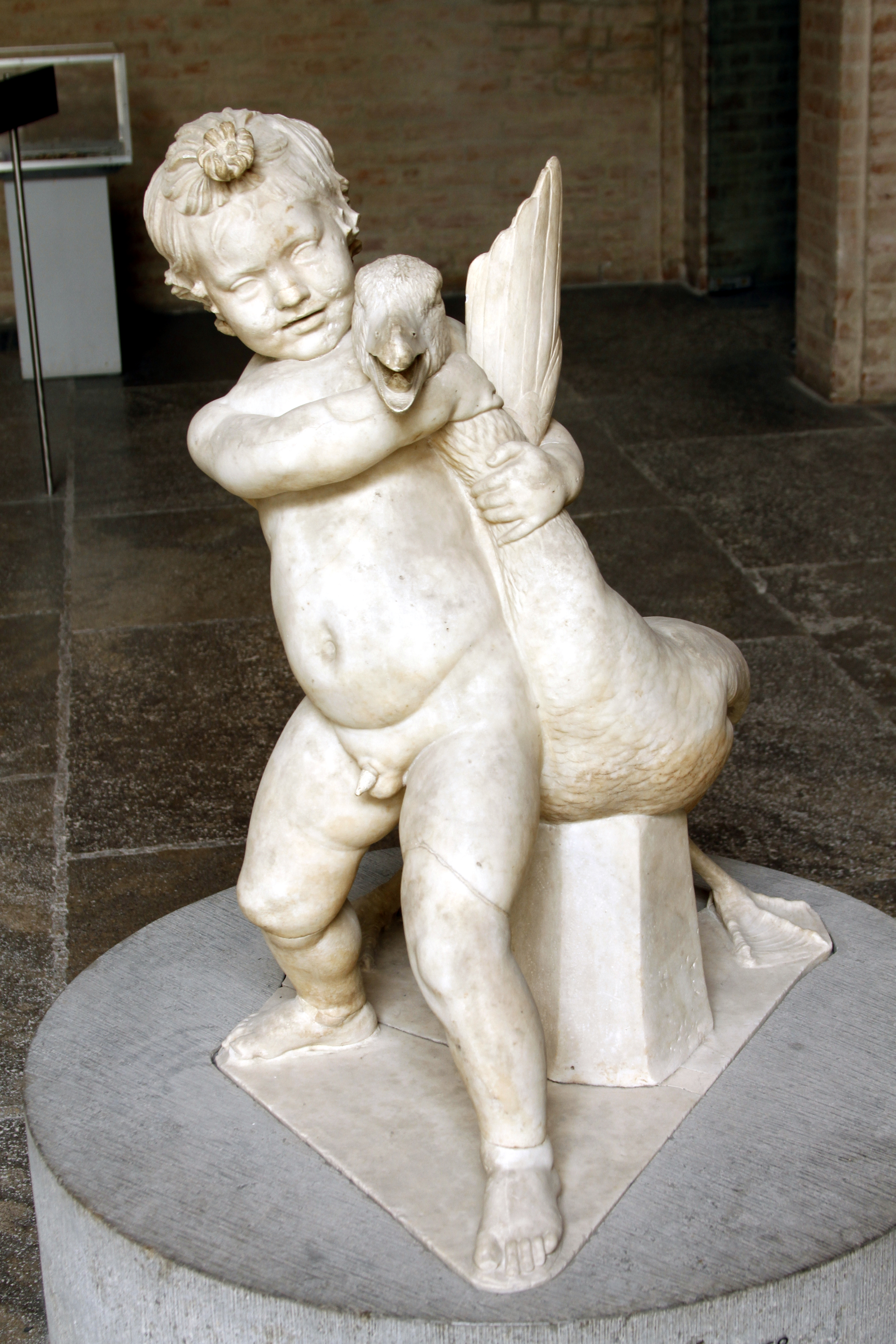
Münchner Ganswürger

Der Ganswürger, auch Knabe mit der Gans, ist eine antike griechische Statuengruppe eines kleinen Jungen, der im Kampf mit einer Gans gezeigt wird. Die realistische Kinderdarstellung, deren nicht erhaltenes bronzenes Original in die Zeit um 230 v. Chr. datiert wird, gilt als die möglicherweise „schönste antike Kinderstatue“. Sie ist in mehreren Kopien erhalten geblieben.

## Beschreibung

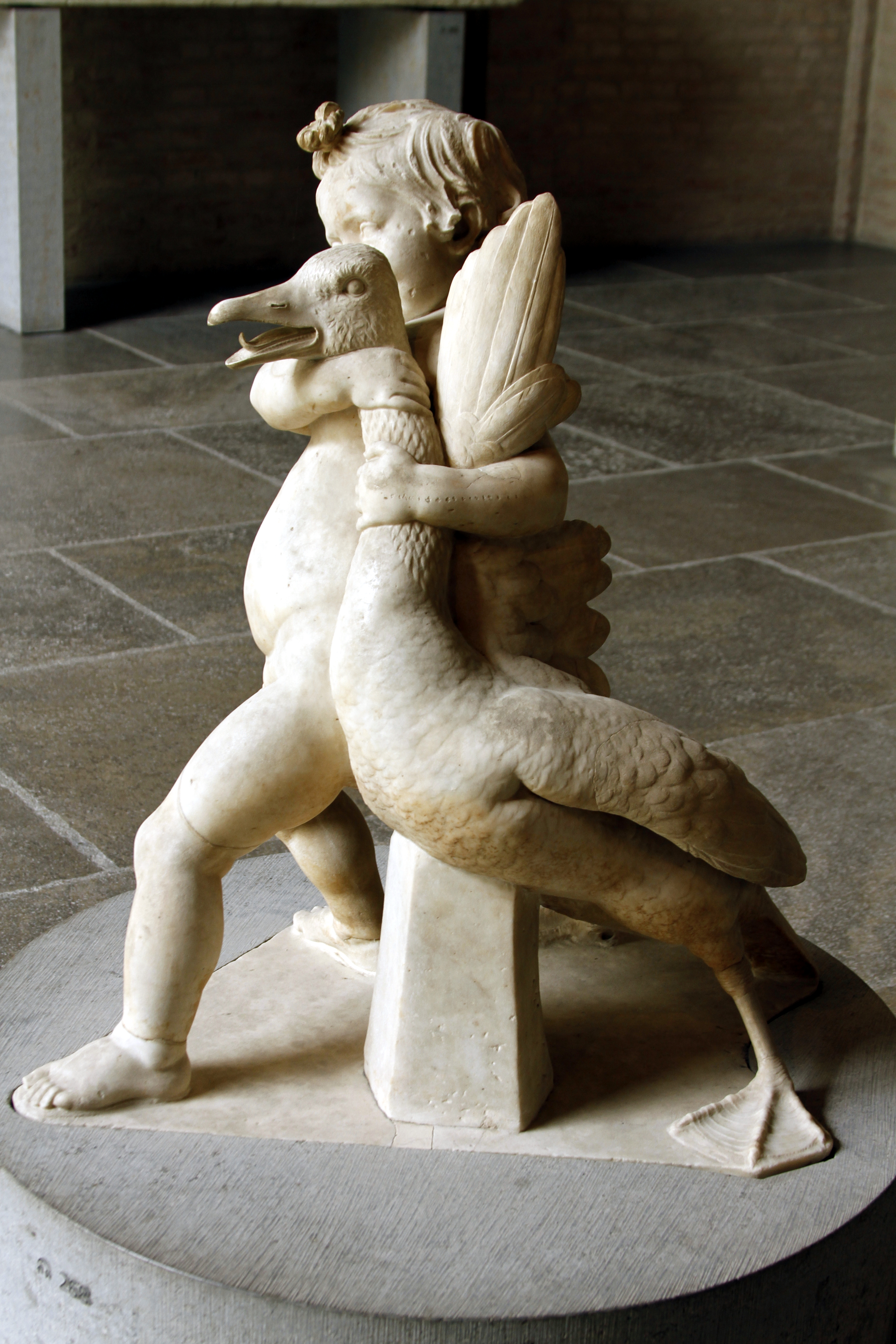
Münchner Ganswürger. Blick von der Seite.

Der nackte Junge steht dem Betrachter, wenn er sich an dessen Gesicht orientiert, mit halb nach der linken Seite gedrehtem Körper gegenüber. Er hat seinen linken Fuß weit nach vorn, das andere Bein weit nach hinten gestellt. Somit hat er einen festen Stand, den er auch benötigt, da er gegen seine Hüfte eine Gans gezogen hat. Mit dem linken Arm hat er einen Flügel und den Hals der Gans eingeschlossen, die Hand hat den Hals auf halber Höhe im lockeren Griff. Mit seinem anderen, angewinkelten und auf Schulterhöhe erhobenen Arm greift er zum Hals unter dem Kopf und zieht mit der Hand den Kopf der unwilligen Gans, deren Schnabel halb geöffnet ist, zu seiner Brust herüber. Unter dem Körper der Gans ist die für Marmorstatuen übliche Statuenstütze, die hier wie zur Statue zugehörig erscheint, als wolle der Junge die Gans über oder auf diesen Klotz ziehen. Das bronzene Original dürfte hier keine Stütze gehabt haben, der Bauch der Gans dürfte frei gewesen sein.

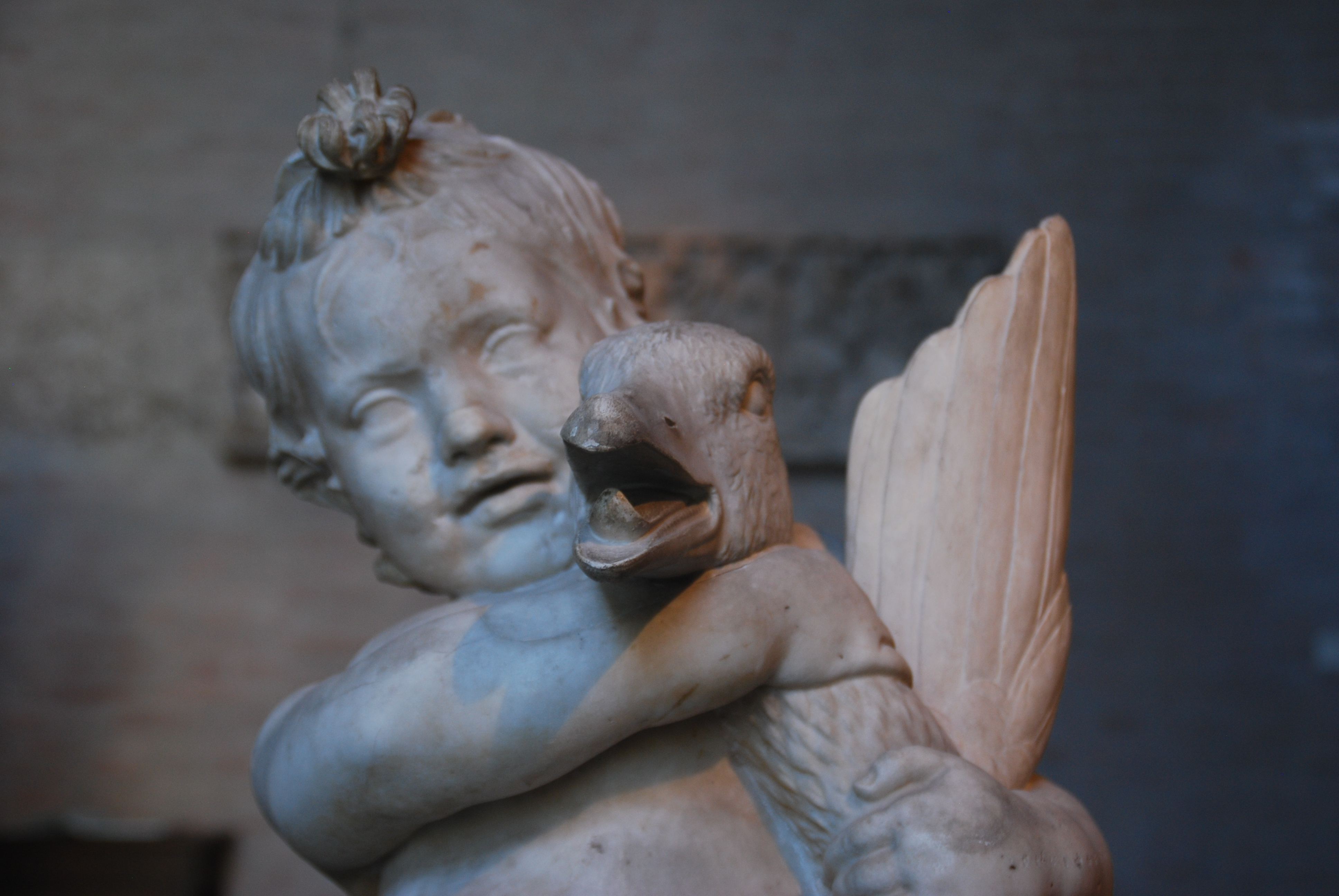
Münchner Ganswürger – Detail: Griff des Jungen um den Hals

Anders als sonst oft in der vorneuzeitlichen Kunst wird der etwa dreijährige Junge überaus realistisch proportioniert gezeigt. Die Körperformen sind weich und üppig, das Gesicht pausbäckig. Der mollige Bauch hängt etwas über dem Körpermittelpunkt, ohne dass der Junge dadurch als zu dick erscheinen würde. Das Gesicht zeigt einerseits Anstrengung und Anspannung, andererseits auch Freude, Kampfgeist und Eifer. Trotz der offensichtlichen Anstrengungen, die der Knabe mit dem ihm fast gleichgroßen Vogel hat, wirkt nichts an der Statue verzerrend, selbst die ordentlich frisierten Haare – auffallend ist vor allem der Haarknoten auf der Stirn – sitzen weiterhin perfekt.
Auch die Gans ist sehr naturalistisch wiedergegeben. Die Federn am Hals sind spitz und sträuben sich, während die Federn am Körper schuppenförmig und deckend sind. Die Daunen an Brust und Bauch erscheinen wie eine weiche Polsterung, während die starren Schwingen sich davon abheben. Überhaupt ist das Verhalten, die Wirkung der Gans sehr artgerecht. Kind wie auch Gans werden mit gleicher Sorgfalt gezeigt, auch der Aufbau beider Figuren, etwa der Stand der Beine, ist einander ähnlich. Während der Junge versucht, die Gans immer weiter an sich zu ziehen, und ihr dabei die Luft abdrückt, versucht der Vogel dem Griff und dem Jungen zu entkommen.

## Einordnung
Da es keine Inschriften an den überlieferten Kopien gibt, bleiben Zuschreibungen, wenn auch wahrscheinlich, nicht vollkommen sicher. Beim älteren Plinius findet sich in der Naturgeschichte die Aussage:
„Von Boethos, obgleich er in Silber besser war, ein Kind (aus Bronze), das eine Gans, indem er sie umarmt, erwürgt.“

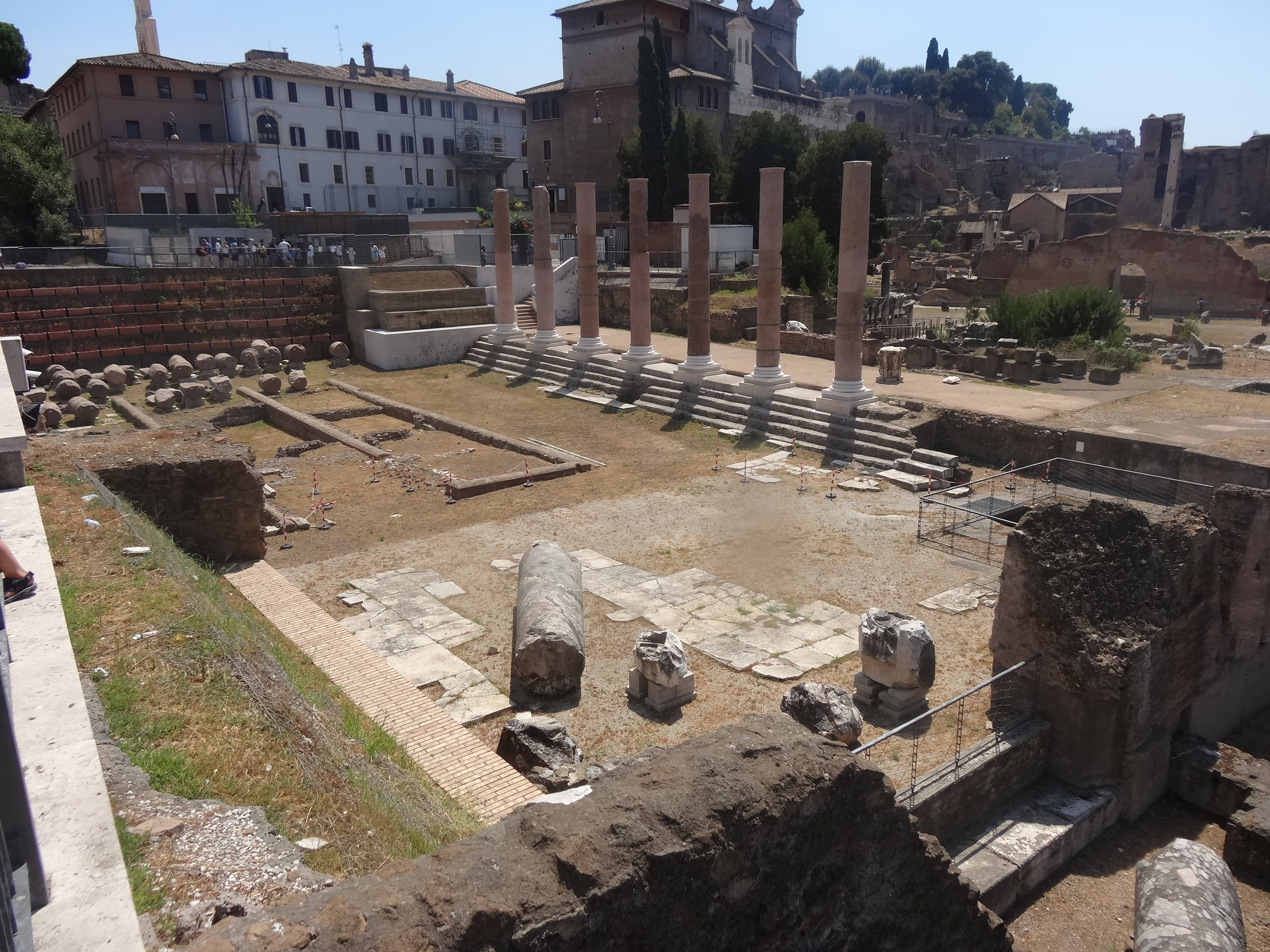
Templum Pacis, lange der Aufbewahrungsort der Statuengruppe

Im Allgemeinen wird angenommen, dass es sich bei dem genannten Künstler um Boethos von Kalchedon handelt; die Annahme, es sei Boethos von Karthago gewesen, ist eine Minderheitenmeinung. Von Boethos von Kalchedon ist durch den Schiffsfund von Mahdia auch eines der seltenen antiken Originale in Bronze, eine Herme, mit einer Künstlersignatur erhalten. Durch die Schriftquellen lässt sich auch nachzeichnen, dass unter Nero das Original nach Rom geholt und in dessen Domus Aurea aufgestellt wurde. Kaiser Vespasian ließ sie von dort in das Templum Pacis bringen und dort aufstellen. Insbesondere hier muss die Statue bedeutenden Einfluss gehabt haben und sehr beliebt gewesen sein, da aus dieser Zeit mehrere Marmorkopien erhalten geblieben sind. Häufig scheinen sie als Brunnenfiguren Verwendung gefunden zu haben. Eine Zerstörung ist unter anderem beim Brand des Tempels im Jahr 191 oder beim Erdbeben 408 möglich. Prokopios von Caesarea erwähnt noch im 6. Jahrhundert, dass in der Nähe des mittlerweile zerstörten Tempels weiterhin viele Kunstwerke aufgestellt waren, erwähnt aber den Ganswürger nicht.

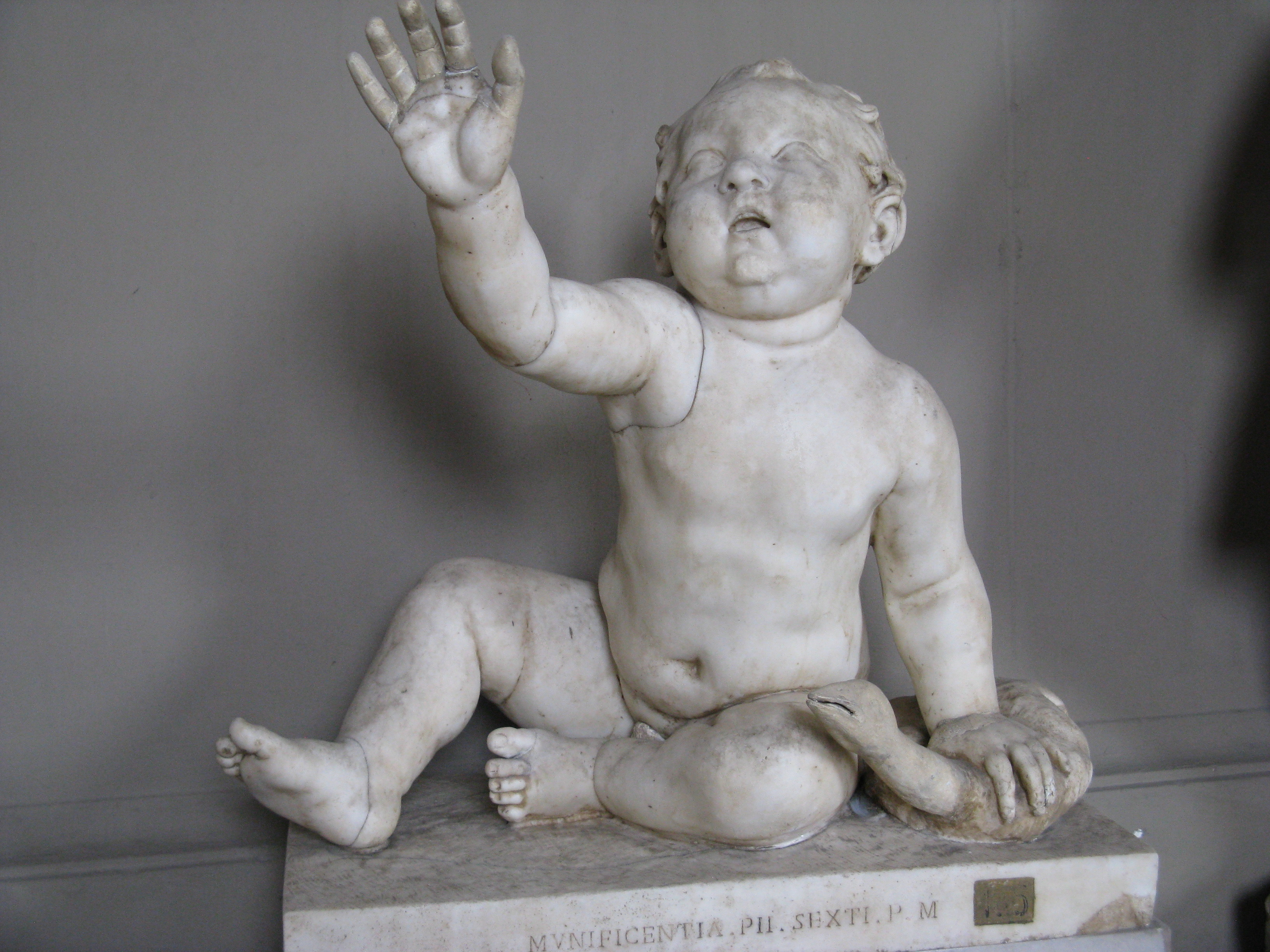
Knabe mit Fuchsgans; römische Kopie nach griechischem Original aus Ephesos aus dem letzten Viertel des 3. Jahrhunderts v. Chr.; Vatikanische Museen

Umstritten ist, ob nicht auch der Knabe mit der Fuchsgans in den Vatikanischen Museen als die bei Plinius erwähnte Statue in Frage kommen könnte. Da alle Kopien des Ganswürgers in Rom und Umgebung gefunden wurden, Kopien vom Knaben mit der Fuchsgans aber auch in ihrer Ursprungsregion Kleinasien gefunden wurden, geht man mehrheitlich in der Forschung von einer Identifizierung mit dem Ganswürger aus. Kopien griechischer Originale, die nach Rom verbracht wurden, kamen nämlich nur selten zurück in den griechischen Osten, während die Statue in Rom, wie durch die schon erwähnten vielen Kopien ersichtlich, großen Eindruck hinterließ. Die Identifizierung mit Harpokrates, 1980 von Arielle P. Kozloff  vorgeschlagen, wird nahezu durchweg abgelehnt.
Die Darstellung zeigt zunächst einmal den realen Kampf zwischen dem Kind und dem Tier, doch gibt es auch noch eine zweite Ebene, die ein mythisches Kräftemessen in spielerischer Form zeigt. Somit werden Naturalismus und Idealisierung miteinander verbunden. Auch die realistische Darstellung des Kindes und das doch ungewöhnliche Motiv stellen einen Kontrast dar. Obwohl der Behelfsname Ganswürger es suggeriert, versucht der Knabe nicht wirklich mit Vorsatz der Gans zu schaden. Auch wenn Tiere insbesondere in der westlichen Welt heute einen anderen ethischen Stellenwert als in der Antike haben und Tiere in der Form als Spielzeug für Kinder als nicht mehr richtig erachtet werden, ist beim Jungen keine Böswilligkeit erkennbar, er versucht lediglich, mit seinem Tier zu spielen.
Die Statuengruppe lässt sich einerseits in eine Reihe realistischer Kleinkinddarstellungen des Frühhellenismus einreihen, zum anderen hat sie Bezüge zur Darstellung von Kindern mit Tieren in der Antike.

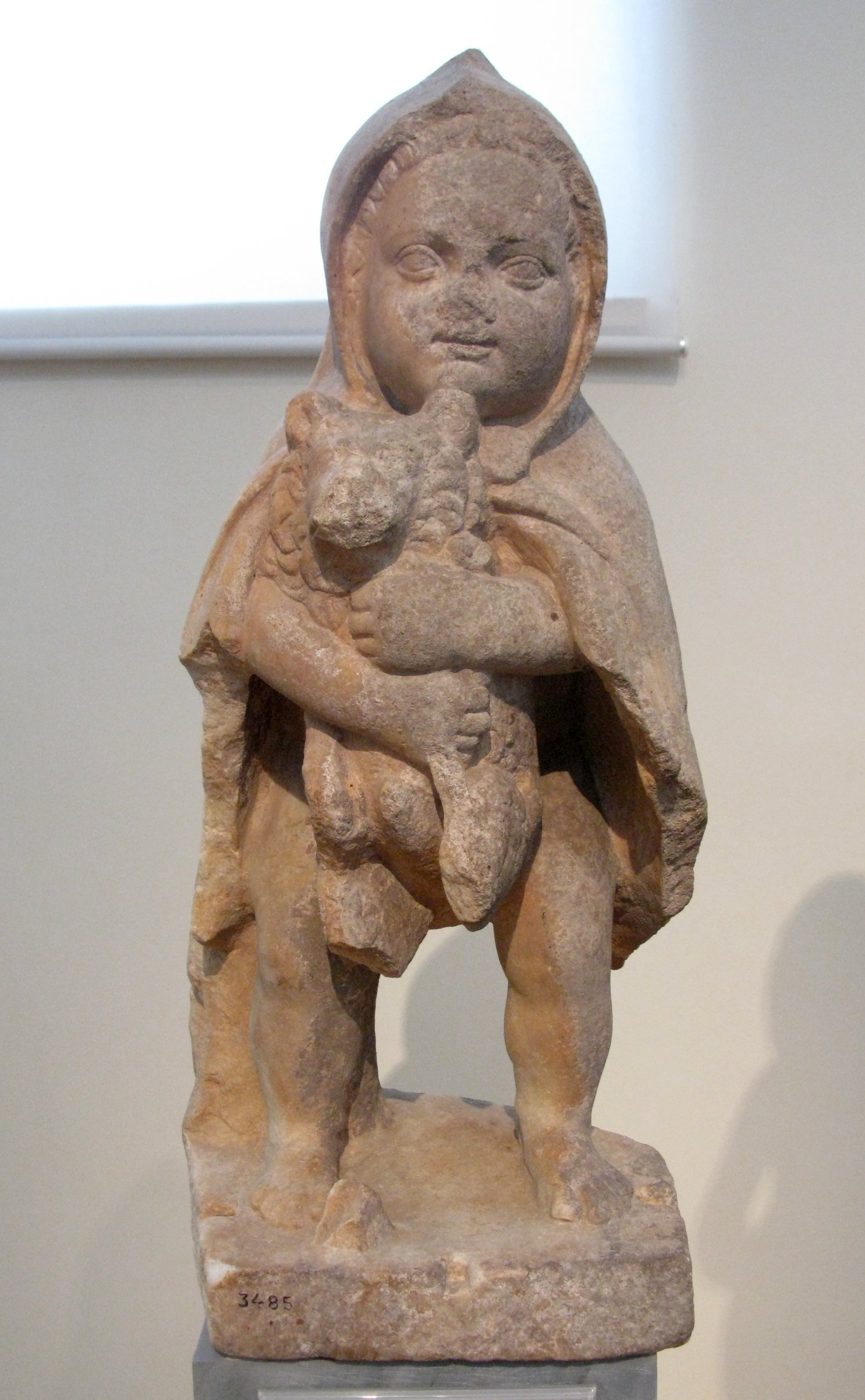
Sogenanntes „Flüchtlingskind“, auch „Junge mit dem Hund“; Archäologisches Nationalmuseum, Athen; aus Nyssa, wohl ein Weihegeschenk; Kopie nach einem Vorbild aus dem 3. Jahrhundert v. Chr.
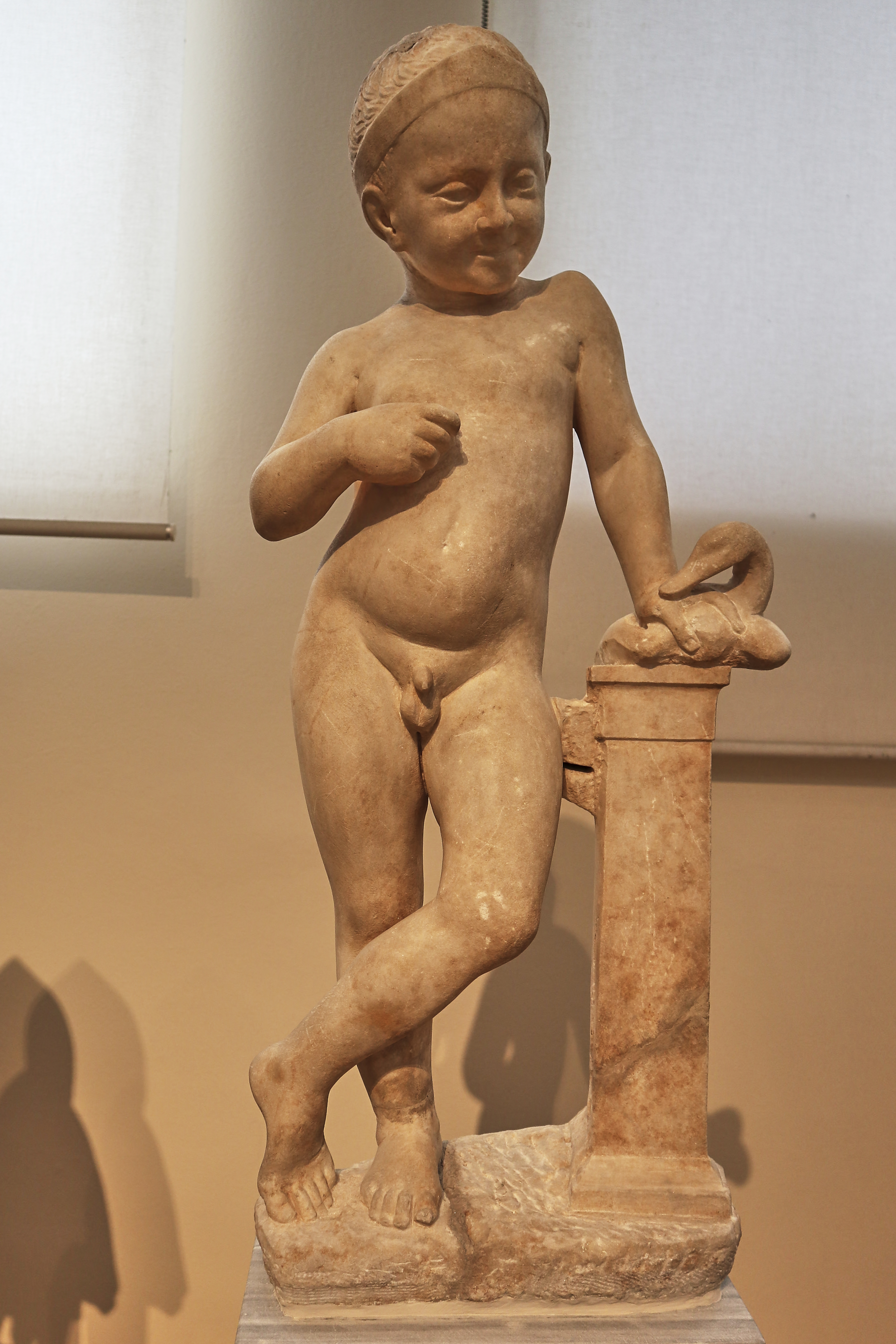
Junge mit Ente; Archäologisches Nationalmuseum, Athen; aus Lilaia; erstes Viertel des 3. Jahrhunderts v. Chr.

## Kopien, Variationen und Rezeption
Das Original ist nicht erhalten; nach der Überstellung in das Templum Pacis, wo es sicher längere Zeit aufgestellt war, verliert sich seine Spur. Daher bleiben nur die Kopien zur Beurteilung. Als beste Kopie gilt das Exemplar in der Glyptothek in München. Bis auf den Kopf und die Flügelspitzen der Gans ist die ohne Plinthe 84 cm hohe Statuengruppe weitestgehend vollständig erhalten. Dieter Ohly nimmt an, dass sie als Dank für die Genesung eines Kindes dem Heiligtum einer Heilgottheit gestiftet worden war. Die Bedeutung der Statue spiegelt sich auch darin wider, dass der Saal XIII der Glyptothek seit der Neuaufstellung der Sammlung (1972) Saal des Knaben mit der Gans genannt wird. Durch die Aufstellung mitten im Raum entfaltet sich erst die volle Wirkung der Freiplastik.
Weitere antike marmorne Kopien, die sich alle in mal kleineren und mal größeren Details – etwa der Ausrichtung des Kopfes der Gans – unterscheiden, finden sich unter anderem in den Kapitolinischen Museen in Rom, in den Vatikanischen Museen (Museo Pio-Clementino der Musei di Antichità Classiche), dem Museo Torlonia und im römischen Palazzo Altemps, wobei die Darstellung hier etwas variiert und die Darstellung etwas brutaler ist, der Knabe die Gans mehr würgt und diese ihren Kopf an seinen legt. Hinzu kommen eine Kopie im Louvre in Paris sowie im Museum of Antiquities in Saskatoon.

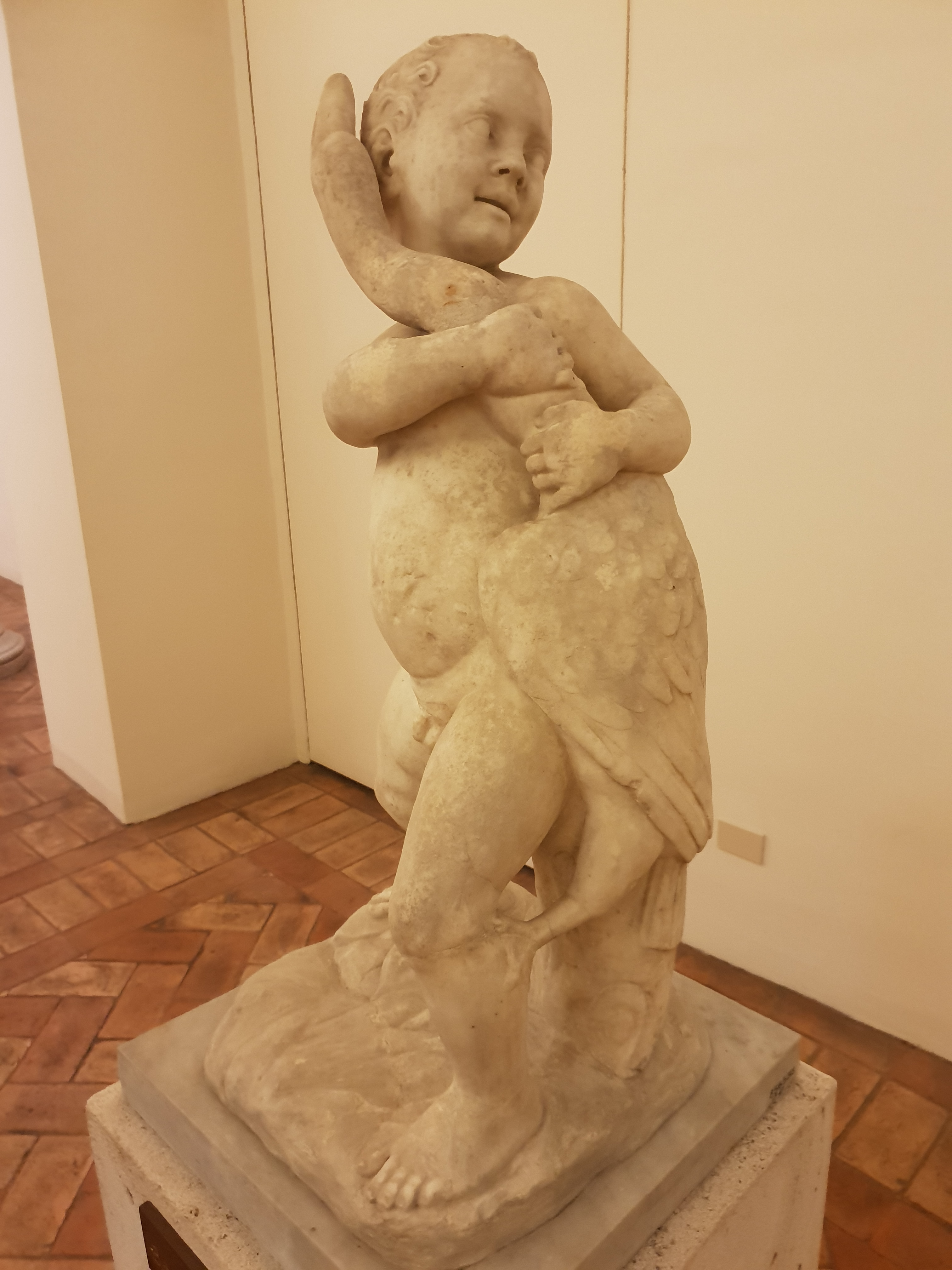
Palazzo Altemps (abweichende Darstellung), Rom
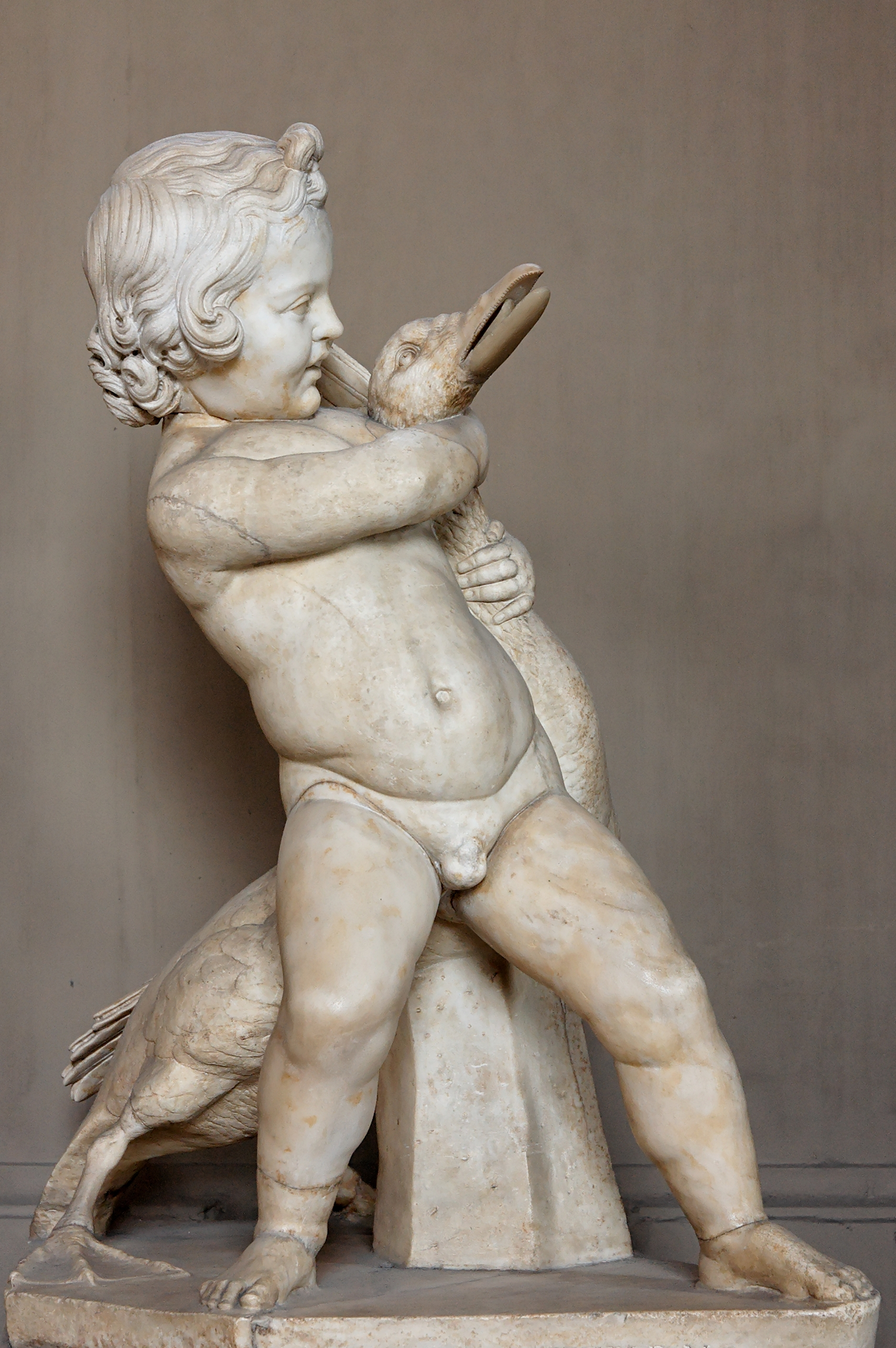
Vatikanische Museen, Vatikan
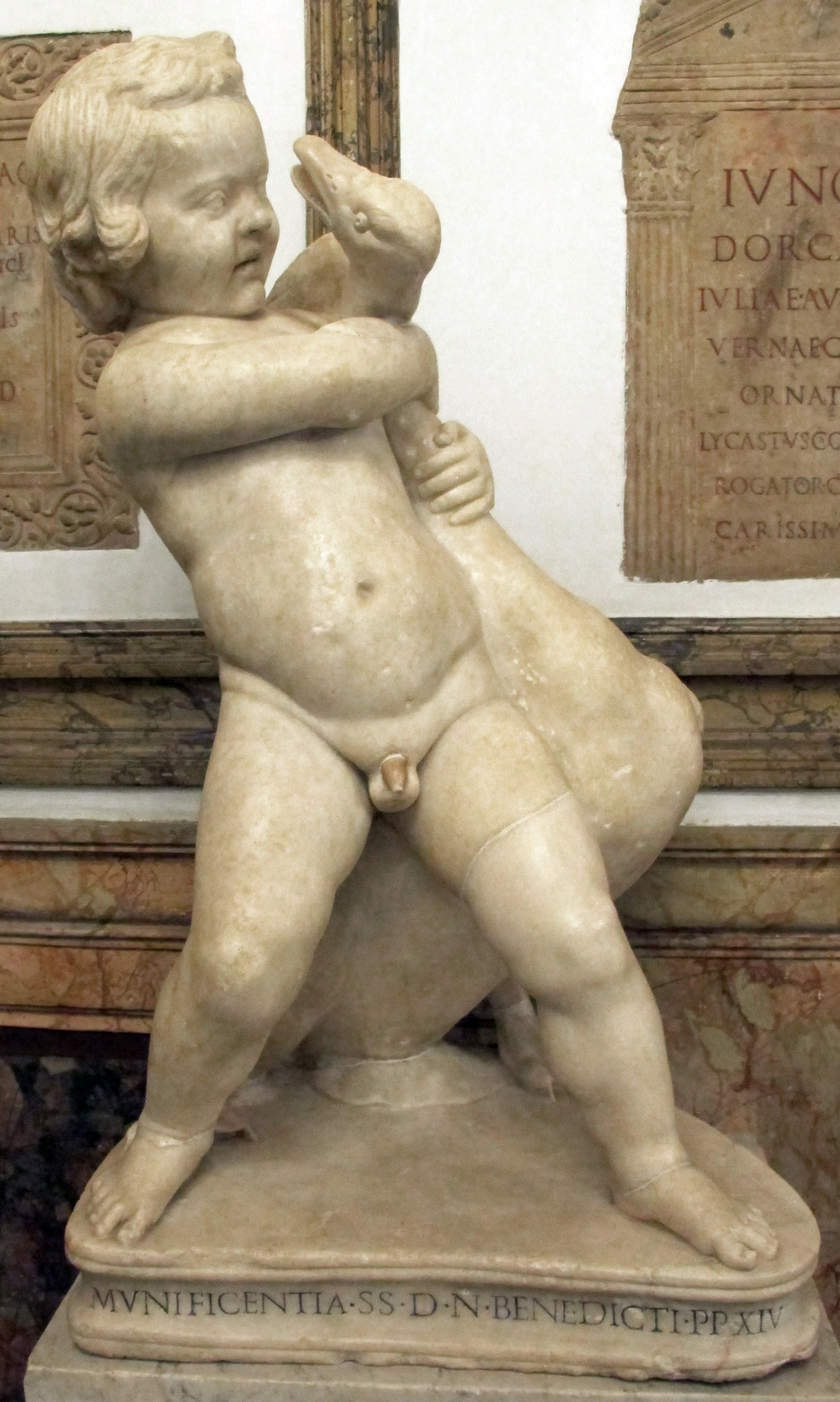
Kapitolinische Museen, Rom
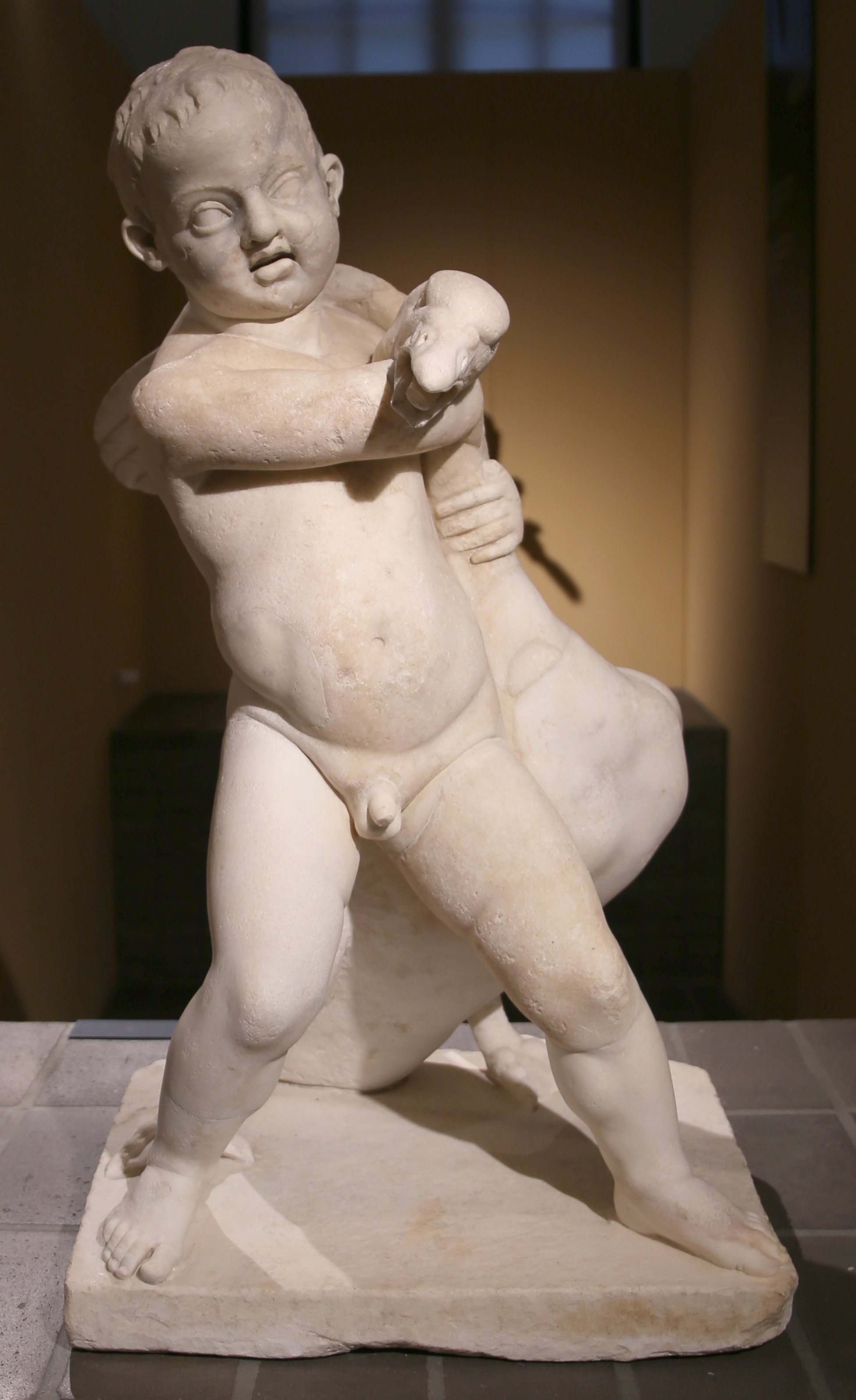
Museo Torlonia, Rom; der Kopf ist zwar antik, gehört aber nicht zu dieser Statue
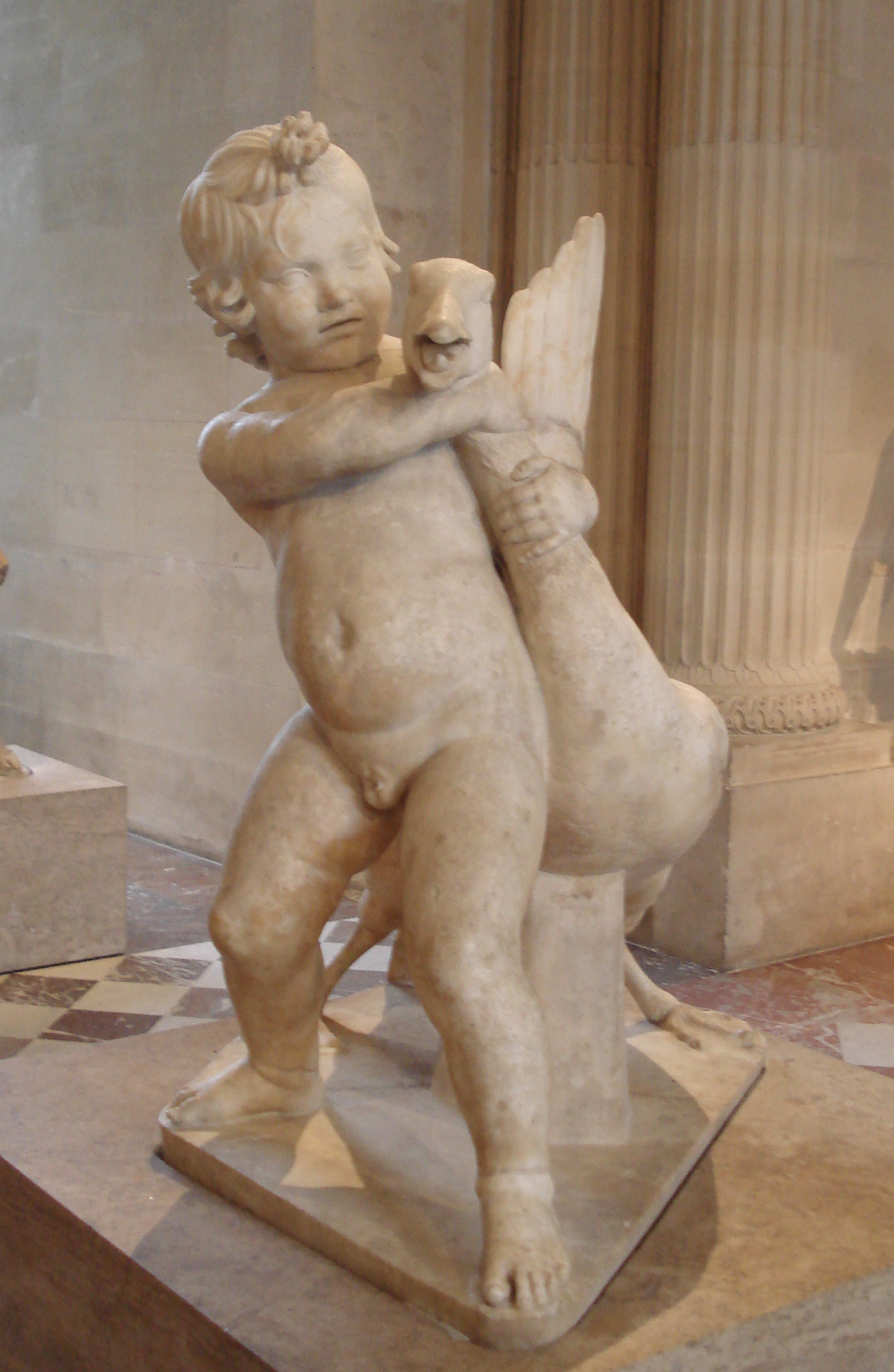
Louvre, Paris
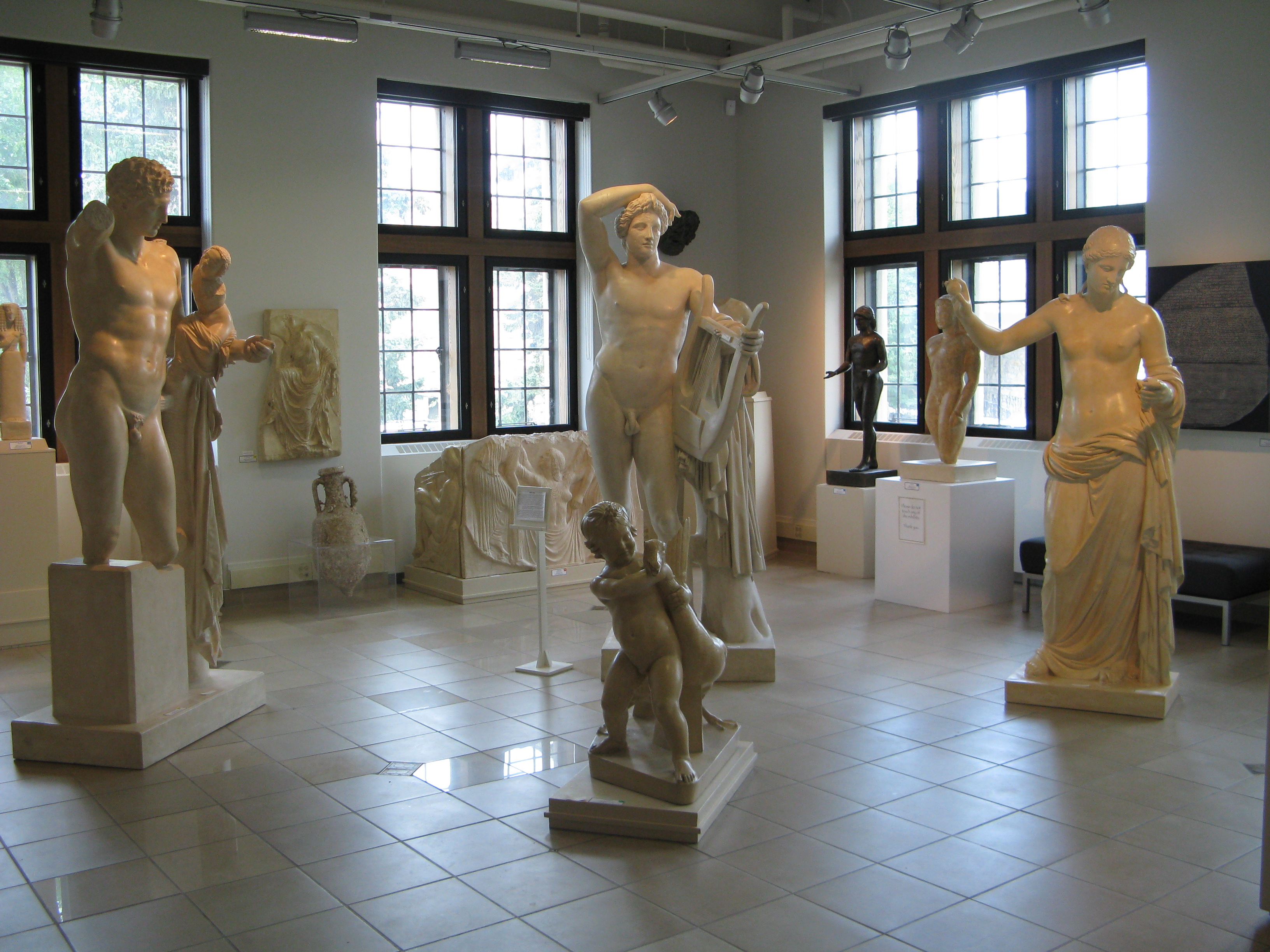
Museum of Antiquities, Saskatoon

Eine besondere antike Kopie findet sich in der Antikensammlung Berlin. Die deutlich kleinere, aus Terrakotta gestaltete Skulptur entspricht dem Aufbau des Originals weitestgehend. Doch wird diese Darstellung noch mehr ins Mythologische erhoben, indem der Knabe hier mit Flügeln gezeigt wird. Damit wird er zum Eroten, der ein Spiel mit der Gans, immerhin dem Symboltier der Liebesgöttin Aphrodite, treibt. Zusammen mit weiteren Kleinkind-Statuen der Antike gilt der Ganswürger als Vorbild der Putten in der Kunst der Renaissance und des Barock.
Die Statuengruppe erfreut sich bis heute größerer Beliebtheit, was die nennenswerte Zahl an neuzeitlichen Kopien im öffentlichen Raum zeigt. So findet sich eine Kopie als Krönung und Namensgeber des Gänsemännlebrunnens in Freiburg im Breisgau, weitere Exemplare im Park von Versailles und in Rennes in Frankreich sowie in Tarragona in Spanien. Der Großteil dieser Statuen wurde in Sandstein oder vergleichbaren Materialien ausgeführt. In Basel und Genf in der Schweiz sowie in Santiago de Chile finden sich Kopien in Bronze. Auch für den privaten Gebrauch werden kleinformatige Kopien gefertigt. Schon Andrea Briosco hatte im frühen 16. Jahrhundert möglicherweise nur auf Grundlage der schriftlichen Überlieferung bei Plinius eine kleinformatige Kopie der Gruppe angefertigt, die sich heute in der Wiener Kunstkammer befindet.

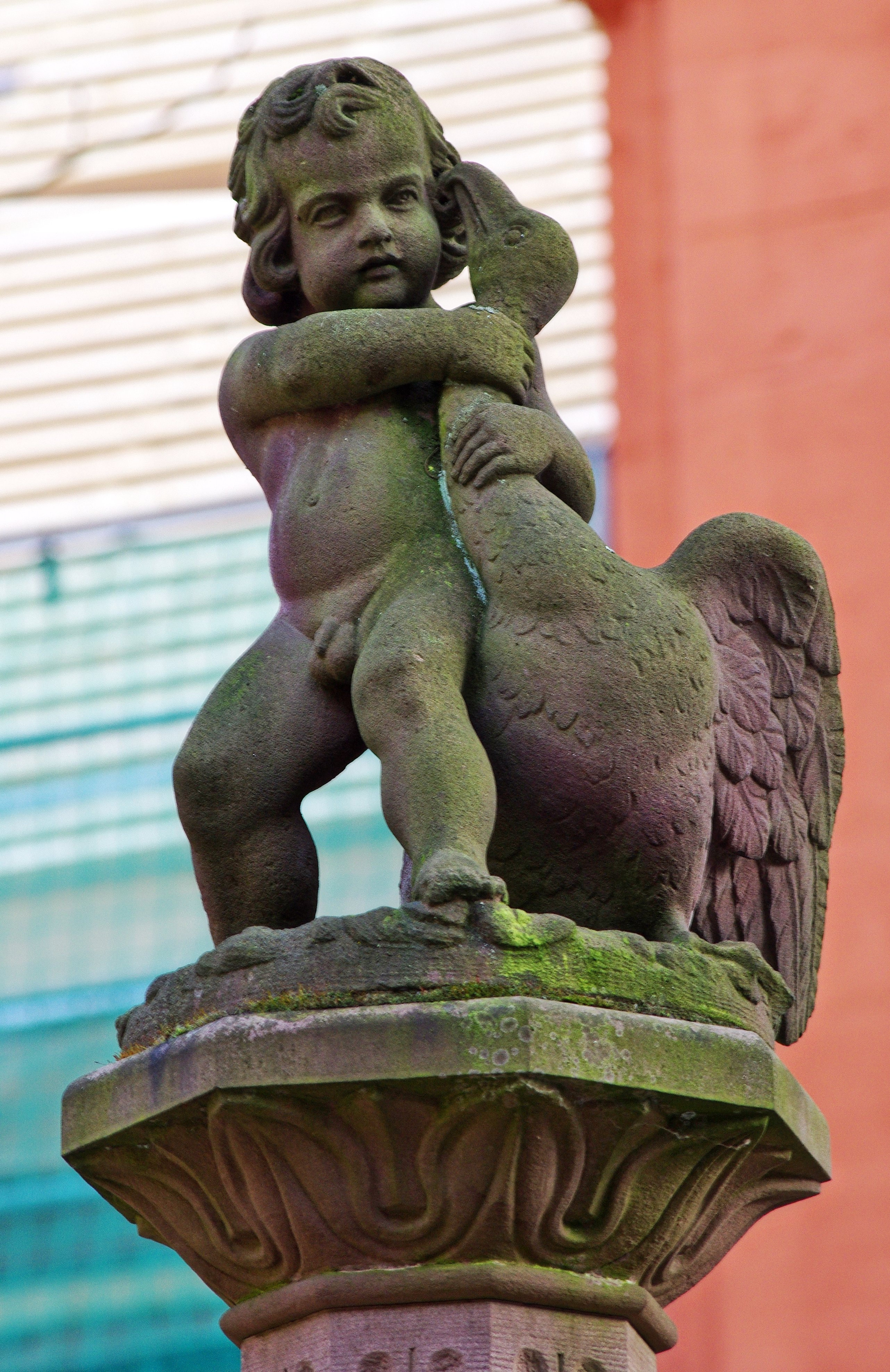
Gänsemännlebrunnen, Freiburg im Breisgau
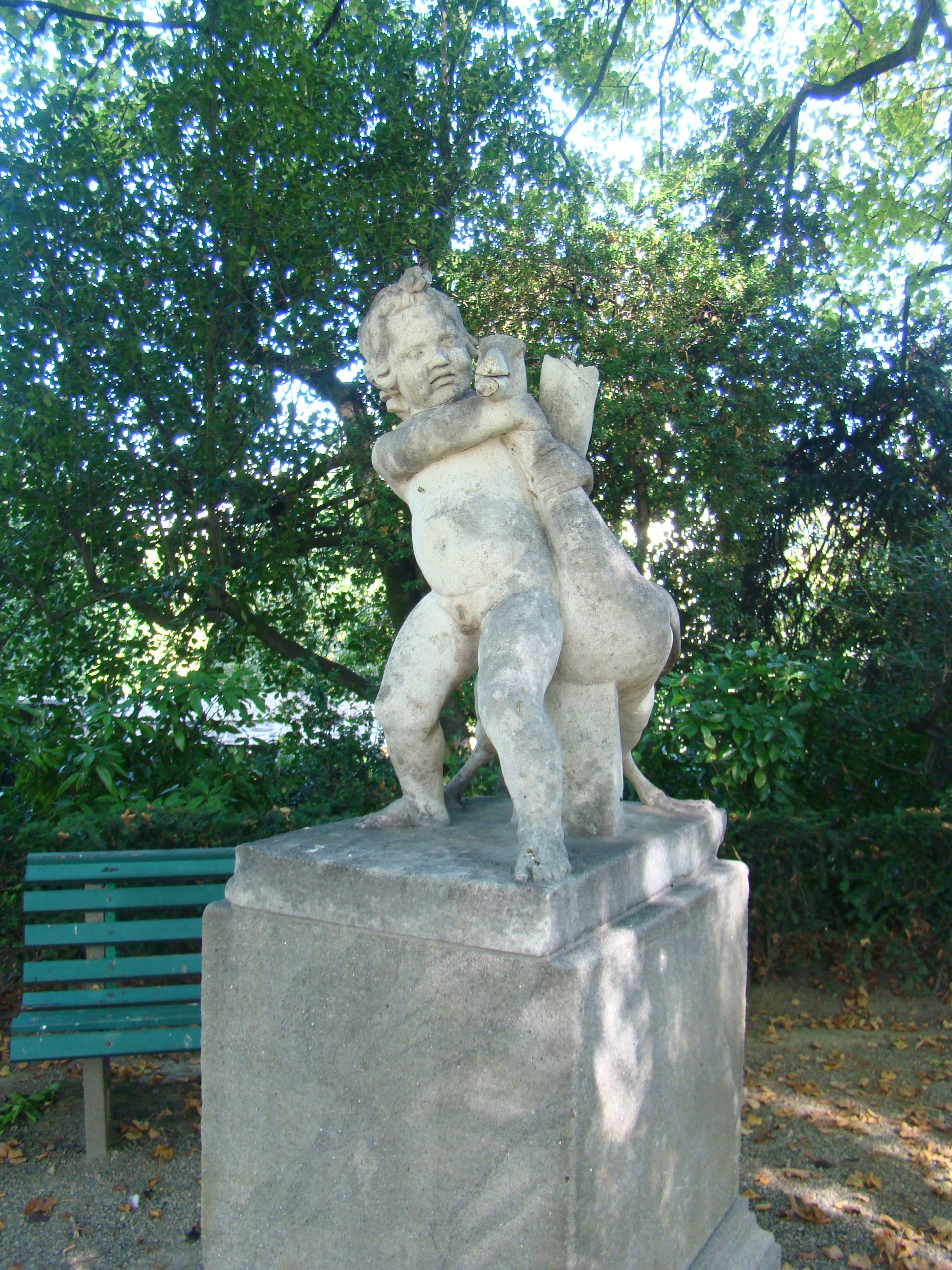
Park von Versailles
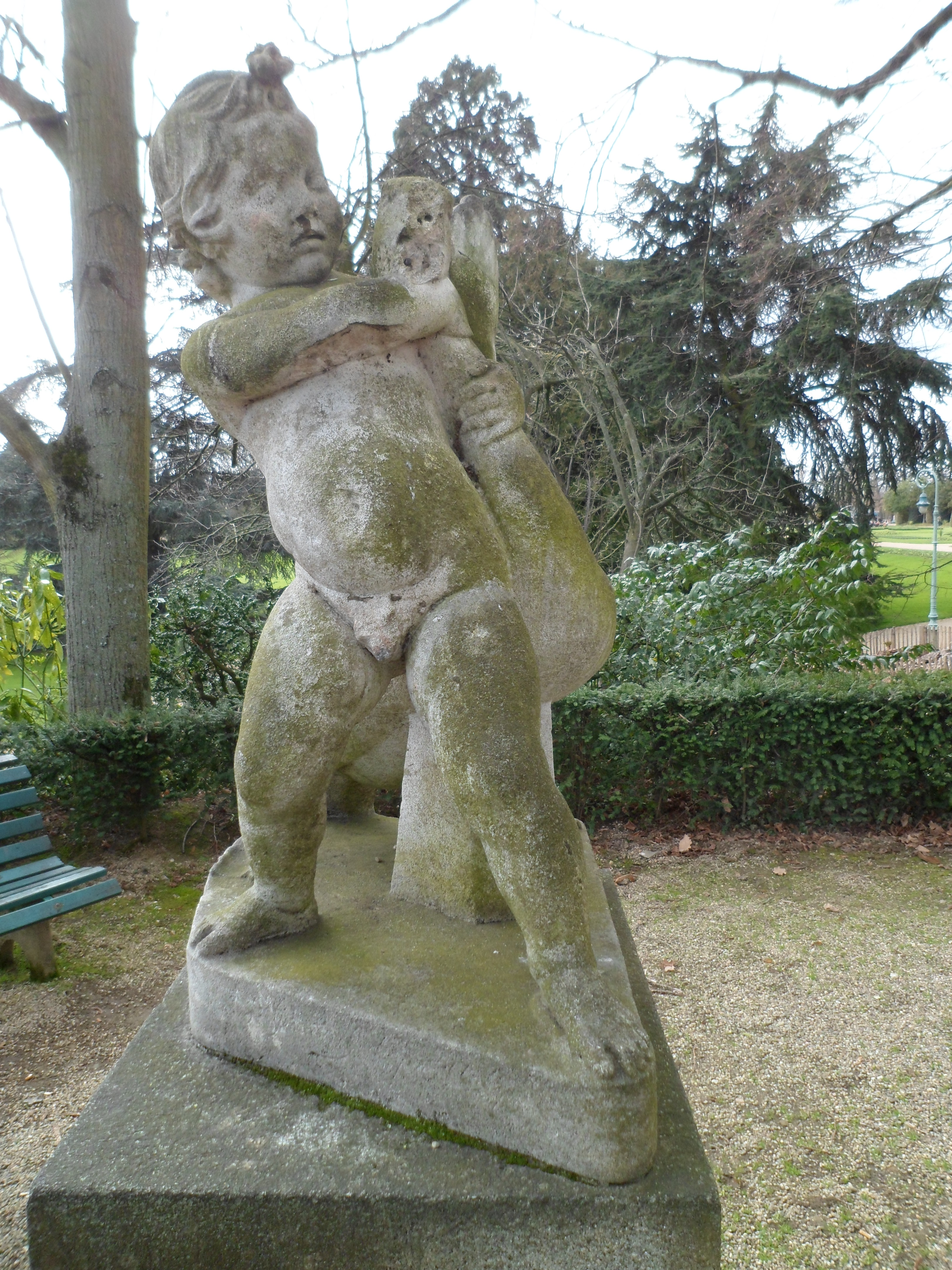
Parc du Thabor, Rennes
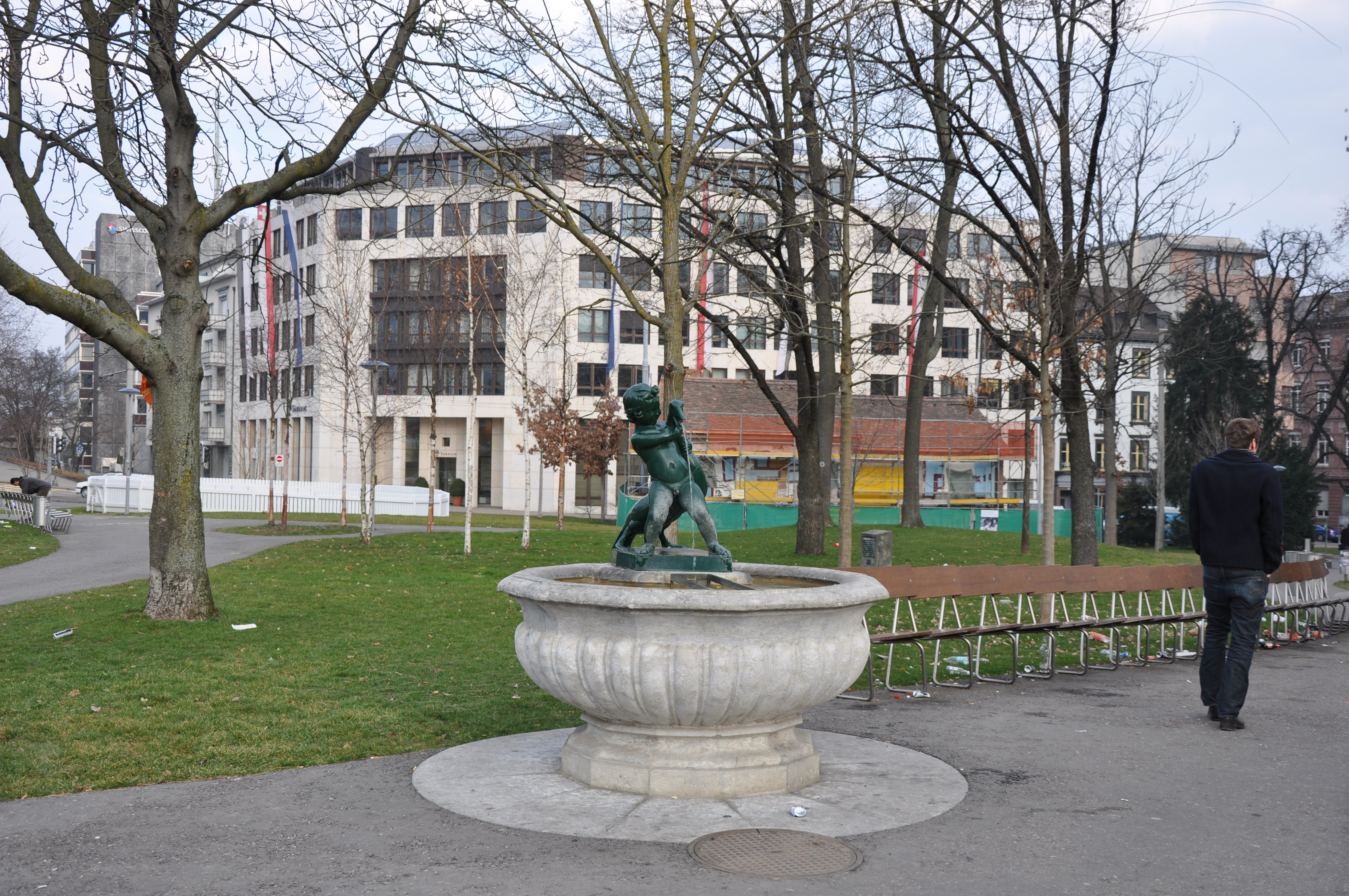
Elisabethenanlage, Basel
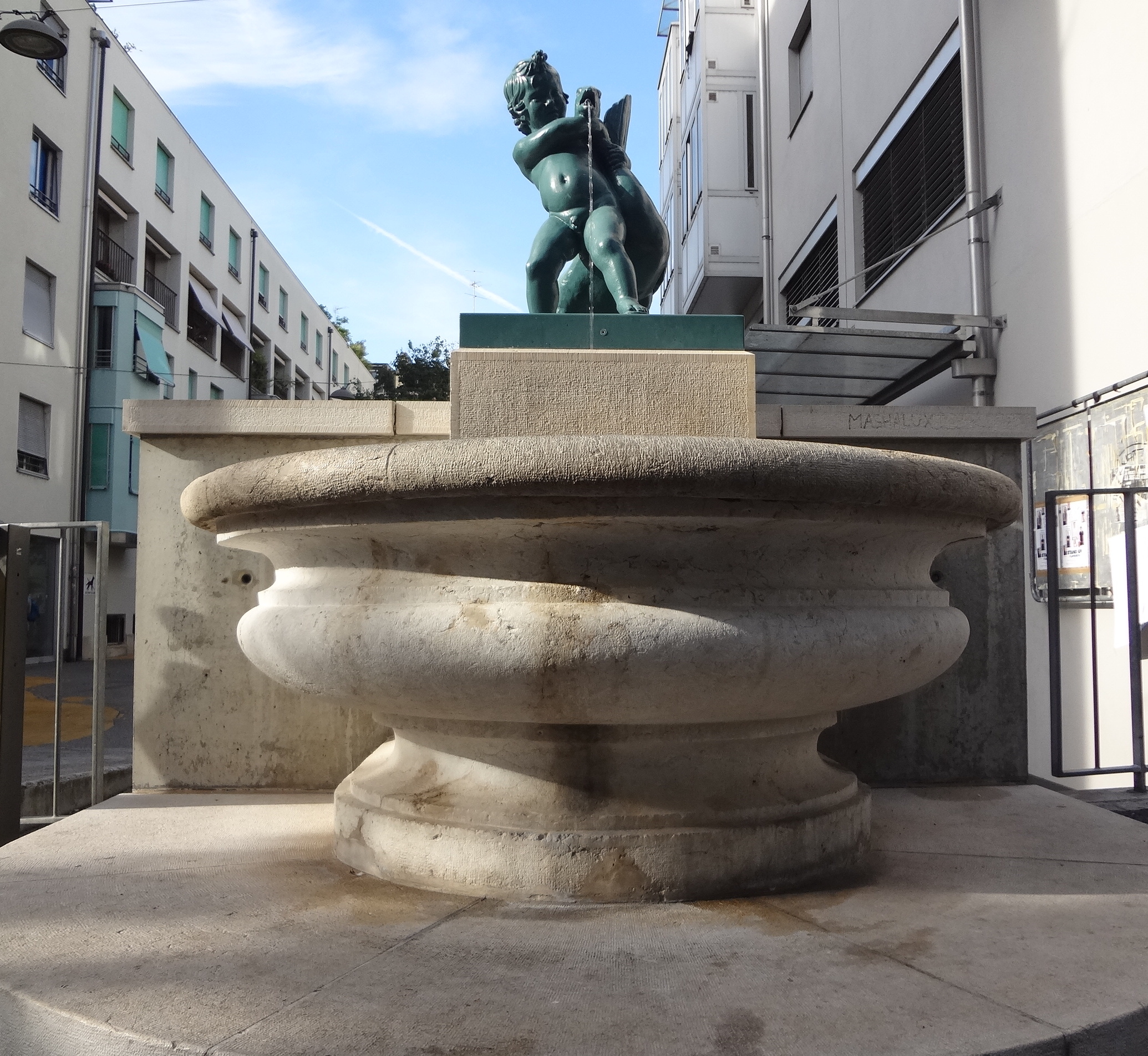
Genf
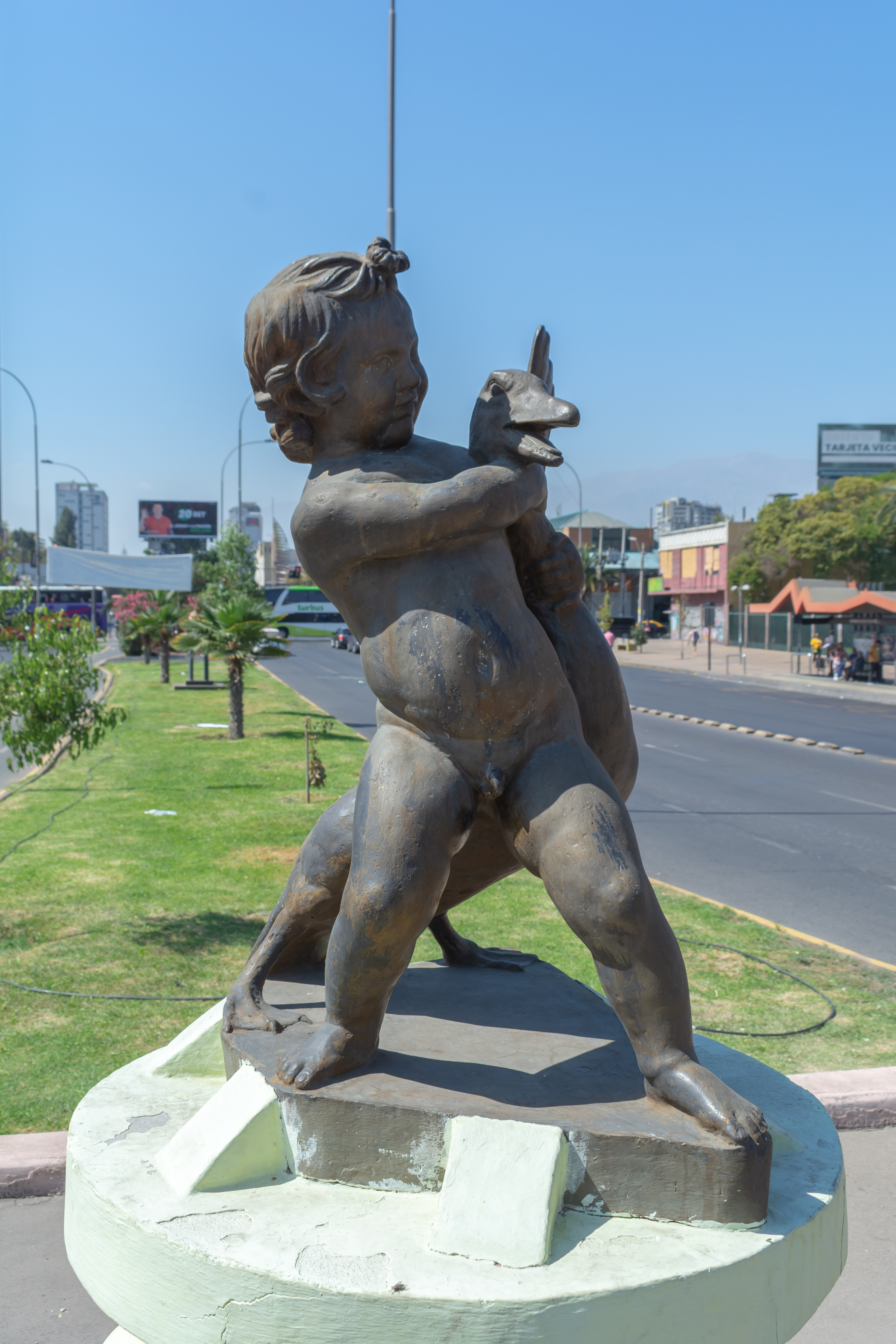
Santiago de Chile
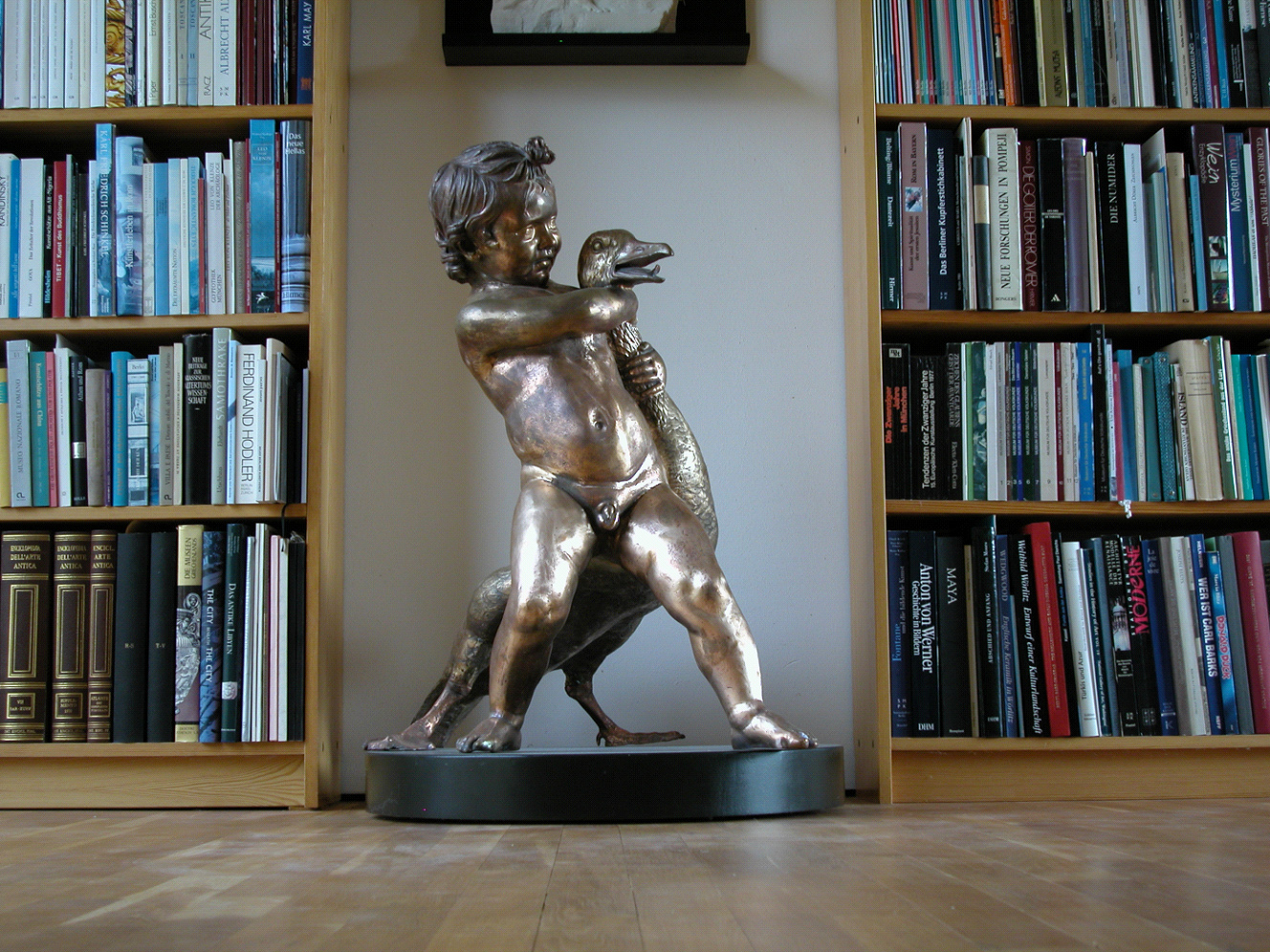
Kleinformatiger moderner Bronzeguss

## Belege und Anmerkungen
1. ↑  Plinius, naturalis historia 34, 84.
2. ↑  Prokopios, Kriegsgeschichte (Historien) 8,21,11–14
3. ↑  Inventarnummer 3485; Nikolaos Kaltsas: Sculpture in the National Archaeological Museum, Athens. The J. Paul Getty Museum, Los Angeles 2002, ISBN 0-89236-686-9, S. 296.
4. ↑  Inventarnummer 2772; Nikolaos Kaltsas: Sculpture in the National Archaeological Museum, Athens, The J. Paul Getty Museum, Los Angeles 2002, ISBN 0-89236-686-9, S. 270.
5. ↑  Inventarnummer 268; Dieter Ohly: Glyptothek München. Griechische und römische Skulpturen. Ein kurzer Führer von Dieter Ohly mit 29 Abbildungen im Text und 48 Tafeln. 2. Auflage, Verlag C. H. Beck, München 1972, ISBN 3-406-03537-X, Seite 108.
6. ↑  Inventarnummer 2655
7. ↑  Inventarnummer MT 448
8. ↑  Inventarnummer 8565
9. ↑  Inventarnummer Ma 40